# 1953 chez Disney
Cet article présente la liste des évènements de la Walt Disney Productions ayant eu lieu en 1953.

## Événements

### Février
- 5 février 1953, Première mondiale du film Peter Pan aux États-Unis[1]
- 9 février 1953, La FCC accepte le rachat d'American Broadcasting Company par United Paramount Theatres[2],[3]

### Mars
- 28 mars 1953, Sortie du Dingo Papa est de sortie[4]

### Avril
- 6 avril 1953, Walt Disney fonde Retlaw Enterprises afin d'avoir le contrôle commercial de son nom « Walt Disney »[5],[6].
- 18 avril 1953, Sortie du Mickey Mouse Mickey à la plage dernier court-métrage avant le début des années 1980[7]
- 25 avril 1953, Naissance de Ron Clements, réalisateur[8]

### Mai
- 1er mai 1953, La chaîne WJZ-TV à New York détenue et opérée par ABC est renommée WABC-TV[9]
- 9 mai 1953, Sortie du Dingo Dingo toréador[10]
- 28 mai 1953, Sortie du court métrage Adventures in Music : Melody[11]
- 30 mai 1953, Sortie du Donald Duck La Fontaine de jouvence de Donald[12]

### Juin
- 20 juin 1953, Sortie du Dingo Le Week-end de papa[4]

### Juillet
- 11 juillet 1953, Sortie du Dingo L'Art de la danse[13]

### Août
- 1er août 1953, Sortie du Donald Duck Le Nouveau Voisin[14]

### Octobre
- 2 octobre 1953, Sortie du court métrage Football Now and Then[15]
- 23 octobre 1953, Sortie du Donald Duck Rugged Bear[16]

### Novembre
- 10 novembre 1953
  - Sortie du court métrage Les Instruments de musique[17]
  - Sortie du documentaire animalier Le Désert vivant de la série True-Life Adventures[18]
  - Création de Buena Vista Distribution[19]
- 11 novembre 1953
  - Sortie du moyen métrage Franklin et moi[20]
  - Sortie du Donald Duck Les Cacahuètes de Donald[21]

### Décembre
- 25 décembre 1953
  - Sortie du Donald Duck Canvas Back Duck[22]
  - Sortie du Dingo Comment dormir en paix (How to Sleep)[23]
- 25 décembre 1953, Sortie du film Fidèle Vagabond aux États-Unis[24],[25]